# Staphylococcus epidermidis
Стафилококус епидермидис (на латински: Staphylococcus epidermidis) е грам-положителна бактерия, един от над 40 вида, които принадлежат към рода Стафилококи. Тя е част от нормалната човешка флора, обикновено на кожната флора и не толкова често на лигавичната флора. Това е факултативна анаеробна бактерия. S. epidermidis невинаги е патогенна, но пациентите с отслабена имунна система са изложени на риск от развитие на инфекция. Тези инфекции обикновено са болнични. S. epidermidis представлява особена опасност за хора с катетри или други хирургични импланти, защото е известно, че бактерията образува биофилми, които се развиват върху такива уреди. S. epidermidis е част от нормалната кожна флора, затова тя е чест контаминант на пробите, които се изпращат в диагностичните лаборатории.

## Етимология
„Staphylococcus“ – много плодове, подобни на грозде, „epidermidis“ – на епидермиса.

## Откриване
Фридрих Джулиъс Розенбах е направил разлика между Staphylococcus epidermidis и Staphylococcus aureus през 1884 г., като в началото е нарекъл S. epidermidis S. albus. Той е избрал думите aureus и albus, защото бактериите образуват жълти и бели колонии, съответно.

## Клетъчна морфология и биохимия
S. epidermidis е много устойчив микроорганизъм, който се състои от неподвижни, грам-положителни коки, подредени на гроздове. Бактерията образува бели, подвигнати, свързани колонии с диаметър около 1 – 2 мм след инкубация в продължение на една нощ. Тя не е хемолитична върху кръвен агар. Това е каталаза-положителен, коагулаза-отрицателен, факултативен анаероб, който може да расте чрез аеробна респирация или ферментация. Някои щамове могат да не ферментират.
Биохимичните тестове показват, че този микроорганизъм също има слаба положителна реакция към нитрат-редуктазния тест. Той е положителен за производство на уреаза, оксидаза-отрицателен, и може да използва глюкоза, сукроза и лактоза за образуване на киселинни продукти. При наличието на лактоза бактерията също произвежда газ. S. epidermidis не притежава ензима желатиназа, затова не може да хидролизира желатин. Тя е чувствителна към новобиоцин, което осигурява важен тест за нейното различаване от Staphylococcus saprophyticus, която също е коагулаза-отрицателна, но устойчива на новобиоцин.
Подобно на S. aureus, клетъчните стени на S. epidermidis имат трансфериносвързващ протеин, който помага на организма за набавяне на желязо от трансферина. Смята се, че тетрамерите на повърхностния протеин глицералдехид-3-фосфат дехидрогеназа се свързват с трансферина и премахват желязото от него. Последващите стъпки включват преместване на желязото към повърхностните липопротеини и транспортиране на протеините, които носят желязото, към клетката.

## Вирулентност и устойчивост към антибиотици
Способността за образуване на биофилми върху пластмасови уреди е главният вирулентен фактор на S. epidermidis. Една от възможните причини се крие в това, че повърхностните протеини свързват кръвните и извънклетъчните матрични протеини. Бактерията произвежда извънклетъчен материал, известен като полизахариден междуклетъчен адхезин (PIA), който се състои от сулфатирани полизахариди. Той позволява на други бактерии да се свързват с вече съществуващия биофилм, като по този начин се образува многослоен биофилм. Такива биофилми намаляват метаболитната активност на бактериите в тях. Този понижен метаболизъм, в комбинация с нарушената дифузия на антибиотици, прави трудна задачата на антибиотиците за ефективно премахване на този вид инфекция. Щамовете на S. epidermidis често са резистентни към антибиотиците, включително рифамицин, флуорохинолони, гентамицин, тетрациклин, клиндамицин и сулфонамиди. Особено широко разпространена е устойчивостта към метицилина, като 75 – 90% от болничните изолати са резистентни към него. Резистентните организми обикновено се откриват в червата, но организмите, които живеят свободно върху кожата, също могат да станат устойчиви, поради редовното излагане на антибиотиците, които се отделят с потта.

## Заболявания
S. epidermidis образува биофилми върху пластмасови уреди, поставени в тялото. Това най-често се случва при интравенозните катетри и медицинските протези. Освен това, инфекции могат да се развият и при пациенти на диализа или при хората с имплантирани пластмасови устройства, които могат да бъдат заразени. Бактерията също причинява ендокардит, най-често при пациентите с дефекти на сърдечните клапи. В някои случаи при хоспитализираните пациенти може да се развие сепсис.
Антибиотиците до голяма степен не са ефективни за премахване на биофилми. Най-разпространеното лечение на тези инфекции се състои в премахване или смяна на инфектирания имплант, макар че при всички случаи профилактиката е идеалното решение. Лекарството, което често се използва е ванкомицин, към който могат да се добавят рифампин или аминогликозид. Миенето на ръцете също намалява разпространението на инфекцията.
Предварителните изследвания също показват, че S. epidermidis често се среща в порите, засегнати от акне вулгарис, където по принцип Propionibacterium acnes е единственият обитател.

## Идентификация
Обичайната практика за откриване на S. epidermidis е чрез използване на появата на колонии върху селективна среда, бактериална морфология чрез светлинна микроскопия, тестване на каталаза и коагулаза. Върху агара на Бърд-Паркър с добавяне на жълтък от яйце колониите изглеждат малки и черни. Все повече се използват такива методи, като количествено PCR за бързото откриване и идентификация на щамовете на стафилококите. По принцип чувствителността към десфериоксамина също може да се използва за различаване на тази бактерия от повечето други стафилококи, освен Staphylococcus hominis, който също е чувствителен. В този случай производството на киселина от трехалоза от страна на S. hominis може да се използва, за да се направи разлика между двата вида.